# Rudowłosa (film)
Rudowłosa (ang. The Strawberry Blonde) – amerykański film z 1941 roku w reżyserii Raoula Walsha.

## Obsada
- James Cagney jako T. L. 'Biff' Grimes
- Olivia de Havilland jako Amy Lind
- Rita Hayworth jako Virginia Brush
- Alan Hale jako William 'Old Man' Grimes
- Jack Carson jako Hugo Barnstead
- George Tobias jako Nicholas Pappalas
- Una O'Connor jako pani Timothy Mulcahey
- George Reeves jako Harold
- Lucile Fairbanks jako dziewczyna Harolda
- Edward McNamara jako Wielki Joe
- Helen Lynd jako Josephine
- Herbert Heywood jako Toby
- Russell Hicks jako Treadway (niewymieniony w czołówce)
- Frank Mayo jako policjant (niewymieniony w czołówce)
- Jack Mower jako zamiatacz ulic (niewymieniony w czołówce)

## Nagrody i nominacje
| Nazwa nagrody | Wygrane            | Nominacje                                       |
| ------------- | ------------------ | ----------------------------------------------- |
| Oscar         | 1942 bez rezultatu | 1942 Najlepsza muzyka w musicalu Heinz Roemheld |